# Nosfell

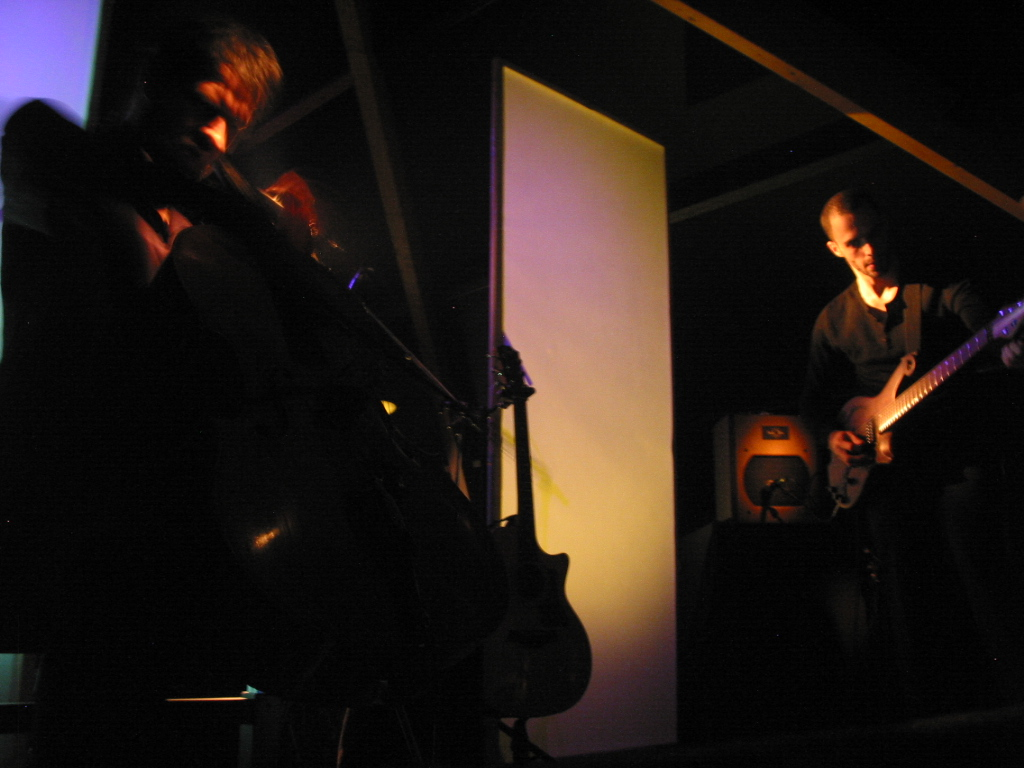
Pierre Le Bourgeois et Nosfell (à droite) en 2005

Nosfell, dit aussi Labyala Nosfell, né le 1er décembre 1977 à Saint-Ouen en Seine-Saint-Denis, est un chanteur et musicien de rock français. Il se produit sur scène aux côtés du violoncelliste Pierre Le Bourgeois et du batteur Orkhan Murat.
Son nom légal complet est Labyala Fela Da Jawid Fel, qui signifie « celui qui marche et qui guérit ».

## Carrière
Originaire d'Île-de-France, ancien étudiant en langues orientales et ancien caviste, Nosfell gagne la reconnaissance lors de concerts, de tremplins (prix spécial du jury Zebrock en 2000), aussi bien dans l'espace intimiste du cabaret Run-ar-puns que devant le public de l'Olympia (en première partie du groupe Tryo) et même au Parc des Princes (première partie des Red Hot Chili Peppers) ou par la suite du public des festivals des Vieilles Charrues, de Rock en Seine, ou du Festival Indétendances organisé à Paris Plages à l'été 2005. Lors du Printemps de Bourges, il obtient le prix « Attention talent scène » en 2004.
Après l'EP Khayidilo, joué en groupe, sort Pomaïe Klokochazia balek en 2004. Ce premier album, sensiblement plus épuré, s'appuie sur des phrases de guitare séquencées, sur le lyrisme du violoncelle de son complice Pierre Le Bourgeois et se passe de section rythmique traditionnelle (basse et batterie). L'autre originalité de Nosfell est qu'il chante en « klokobetz », une langue construite, purement mélodique et mythologique, qui définit son univers poétique personnel. D'un point de vue intradiégétique, Nosfell explique qu'il s'agit de la langue parlée dans la contrée lointaine de Klokochazia, dont lui-même serait issu. D'abord auto-produit et auto-distribué, cet album fait ensuite l'objet d'un contrat de distribution avec le label indépendant V2 Music. 
Son deuxième album, Kälin bla lemsnit dünfel labyanit, sort le 23 octobre 2006. Il est musicalement plus « sombre ». Nosfell y chante pour la première fois en français sur deux chansons. Bertrand Belin y est invité sur un morceau.
Nosfell, troisième album éponyme, sort le 8 juin 2009 et vient clore le cycle d'histoires de Klokochazia. Cet album, plus rock tout en étant plus ouvertement mélodique, est produit par le californien Alain Johannes. Josh Homme et Brody Dalle apparaissent ensemble sur le titre « Bargain Healers ». Daniel Darc est invité sur le titre « La Romance des cruels ». En juin de la même année sort Le Lac aux Velies, livre-disque de Ludovic Debeurme regroupant des illustrations des histoires que Nosfell raconte sur scène pour présenter certains morceaux. Le disque propose des reprises réarrangées pour orchestre symphonique d'une sélection de chansons des albums précédents.
En 2010, Nosfell collabore au spectacle de danse contemporaine Octopus de Philippe Decouflé, dont il cosigne la musique avec Pierre Le Bourgeois, les deux musiciens interprétant leur musique en direct lors des représentations du spectacle.
En 2014, paraît Amour massif, dont le thème central est l'amour. Pour la première fois Nosfell délaisse le klokobetz et la mythologie de Klokochatzia et chante en français sur la moitié des titres, dans un souci de renouvellement et de mise à nu.

## Discographie

### Albums studio
- 2003 : Khayidilo (EP)
- 2004 : Pomaïe Klokochazia balek ; une édition limitée comprend un DVD Bonus comprenant Oklamindalofan (concert enregistré au Botanique, Bruxelles) ainsi que Lizün Collection Volume I
- 2006 : Kälin Bla Lemsnit Dünfel Labyanit ; une édition limitée comprend le CD Bonus Lizün Collection Volume II
- 2009 : Nosfell
- 2014 : Amour massif
- 2017 : Echo zulu

### En public
- 2006 : Oklamindalofan, Live in Bruxelles enregistré au Botanique à Bruxelles le 15 décembre 2005 + Lizün Collection Volume I

### Collaborations
- 2005 : présentation d'une collaboration avec EZ3kiel aux Eurockéennes de Belfort
- 2009 : Le Lac aux Vélies, Fantaisie lyrique pour 36 musiciens et 7 voix, livre-disque, illustré par Ludovic Debeurme
- 2010 : Octopus, musique pour le spectacle de Philippe Decouflé, avec Pierre Le Bourgeois (CD éditions Likadé)
- 2015 : Contact, musique pour le spectacle de Philippe Decouflé, avec Pierre Le Bourgeois (CD éditions Likadé)

### Participations
- 2007 : Lethal Submission sur le CD Naphtaline d'EZ3kiel
- 2011 : participation à la bande originale du film La Clé des Champs (sur une musique de Bruno Coulais)

### Singles
- 2013 : Night Owl, issu de la bande originale du spectacle Panorama de Philippe Decouflé